# 流山有料道路

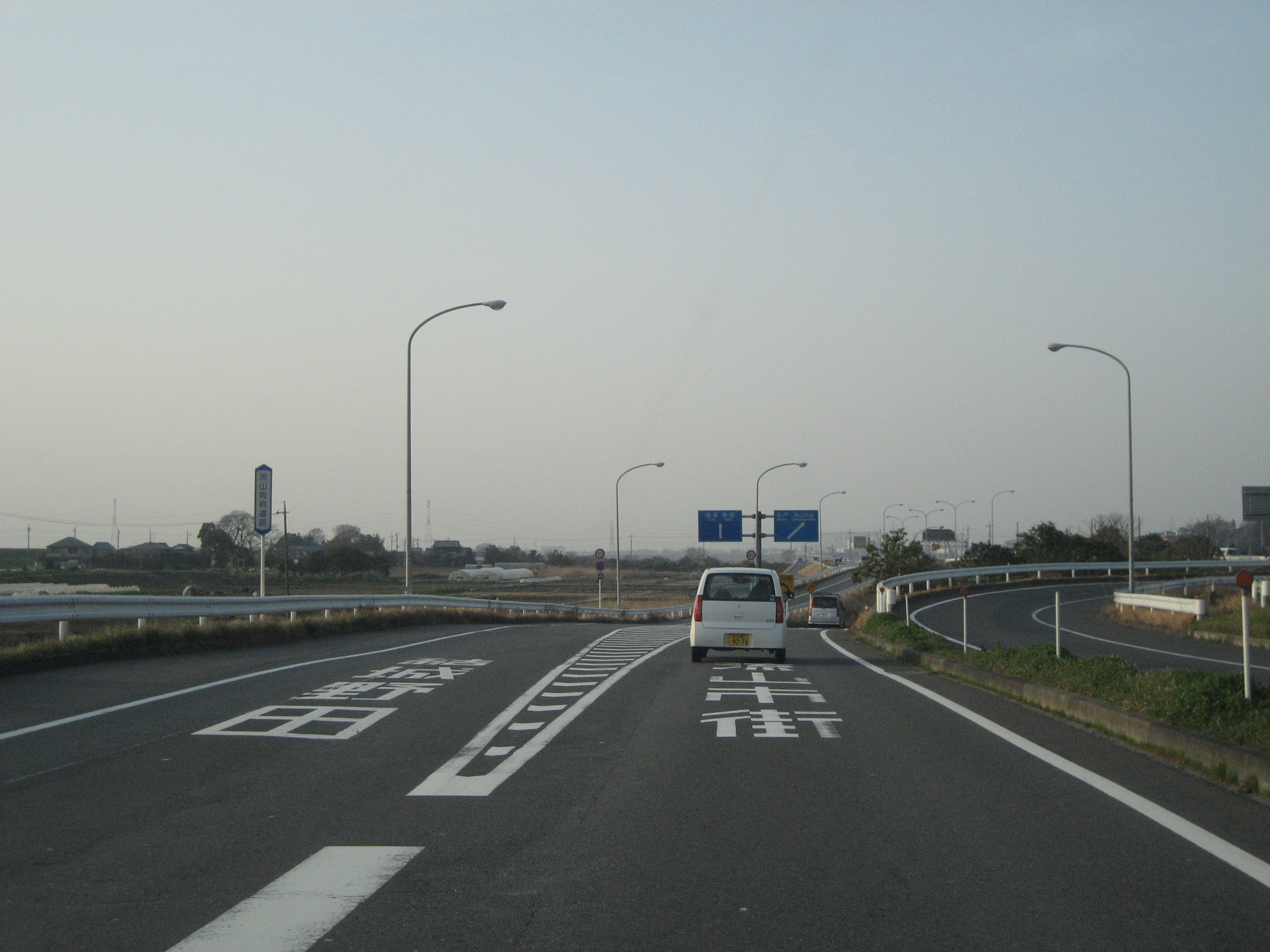
流山有料道路

流山有料道路（ながれやまゆうりょうどうろ）は、千葉県流山市の常磐自動車道・流山インターチェンジ（流山IC）から、千葉県道5号松戸野田線（旧松戸野田有料道路）接続部に至る道路である。
千葉県道路公社が管理していたが、2015年に無料開放された（後述）。全長は0.5 kmであり、「日本一短い有料道路」であった。移管後は県道松戸野田線の支線となっている。

## 概要
常磐自動車道の流山ICは地元の要望により設置されたが、当ICへの接続道路の整備は税金だけでは財政的に難しいとの判断から有料道路として整備された。このため、流山ICを利用する場合は必ず本路線を通行することとなる。開通当時に接続していた松戸野田有料道路（2007年無料開放）と異なり、歩行者・自転車・125cc以下の二輪車は通行禁止とされた。
有料時代は、千葉県道路公社が管轄する有料道路の中では最も年間交通量が多かった。
利用者からは、短距離にも拘らず通行料金を徴収することへの不満の声が寄せられていた。一方、三郷JCT方面からの利用者にとっては、4.7 km先にある次の柏IC下車の通行料金と比較した場合、本路線の通行料金を負担してもなお安価であった。なお、常磐道から下車する際は本路線の通行料金が高速料金と合わせて徴収されたため、本路線の通行料金を払った認識が無い運転手も多くいた。
交通量は当初想定の1日1万200台を上回って推移し、当初2022年の無料開放を計画していた千葉県は2014年（平成26年）12月、既に建設費用を償還できたとして、無料化の関連議案を定例県議会に提出し、同月19日に可決された。これに伴い、国土交通省の事業許可を経て2015年（平成27年）4月14日に無料開放された。
道路管理者は、有料時代は千葉県道路公社だったが、無料化に伴い千葉県東葛飾土木事務所と流山市に変更されている。

### 要目
- 起点 : 千葉県流山市谷
- 終点 : 千葉県流山市南
- 路線延長 : 0.5 km
- 車線数 : 2車線
- 車線幅員 : 3.5 m
- 設計速度 : 40 km/h
- 事業費 : 約64億円[6]
- 償還完了 : 2015年4月13日

## 歴史
- 1983年（昭和58年）3月25日 : 着工する。
- 1989年（昭和63年）3月9日 : 建設許可（道路整備特別措置法第7条の12第1項）[7]。
- 1992年（平成4年）3月26日 : 供用開始[8]。
- 2003年（平成15年）5月1日 : 埼玉県の新浦和橋有料道路（全長0.3km）が無料開放された事に伴い、「日本一短い有料道路」となる。
- 2015年（平成27年）4月14日 : 無料開放されるとともに、道路管理者が千葉県道路公社から千葉県東葛飾土木事務所と流山市に変更される[5]。

## 通行料金
以下は、無料化直前の料金である。
- 普通車 : 100円
- 大型車 (1) : 150円
- 大型車 (2) : 350円

## 接続する道路
- 起点 : (1-2) 流山インターチェンジ（常磐自動車道）
- 終点 : 千葉県道5号松戸野田線